# اورور مونژل
اورور مونژل (به انگلیسی: Aurore Mongel) (زادهٔ ۱۹ آوریل ۱۹۸۲) شناگر اهل فرانسه است.